# MBC 뉴스투데이 포항·경주·영덕·울진·울릉
《MBC 뉴스투데이 포항·경주·영덕·울진·울릉》은 포항MBC TV에서 매주 평일 오전 7시 20분에 방송 중인 경북 지역 아침 종합 뉴스 프로그램이다.

## 개요
포항MBC 뉴스투데이로 읽는다.

## 앵커
- 황이서 포항MBC 아나운서

## 경쟁 프로그램
- KBS 뉴스광장 대구·경북 (KBS 대구 1TV)
- TBC 굿모닝뉴스 (TBC TV)